# Dermophis parviceps
Dermophis parviceps är en groddjursart som först beskrevs av Dunn 1924.  Dermophis parviceps ingår i släktet Dermophis och familjen Caeciliidae. IUCN kategoriserar arten globalt som livskraftig. Inga underarter finns listade i Catalogue of Life.